# Cunina lativentris
Cunina lativentris är en nässeldjursart som beskrevs av Gegenbaur 1856. Cunina lativentris ingår i släktet Cunina och familjen Cuninidae. Inga underarter finns listade i Catalogue of Life.